# 多伊斯科雷古斯
多伊斯科雷古斯是巴西圣保罗州的一个市镇。总面积632.559平方公里，总人口24384人，人口密度38.5人/平方公里。